# Achille Tribouillet
Achille Tribouillet   (Tourcoing, 25 de desembre de 1902 - valor desconegut) va ser un waterpolista francès que va competir durant la dècada de 1920.
El 1928 va prendre part en els Jocs Olímpics d'Amsterdam, on va guanyar la medalla de bronze en la competició de waterpolo.